# Stiobia
Stiobia là một chi động vật chân bụng thuộc họ Hydrobiidae.

## Phân loại
Chi này có các loài sau:
- Stiobia nana